# HAL Tejas

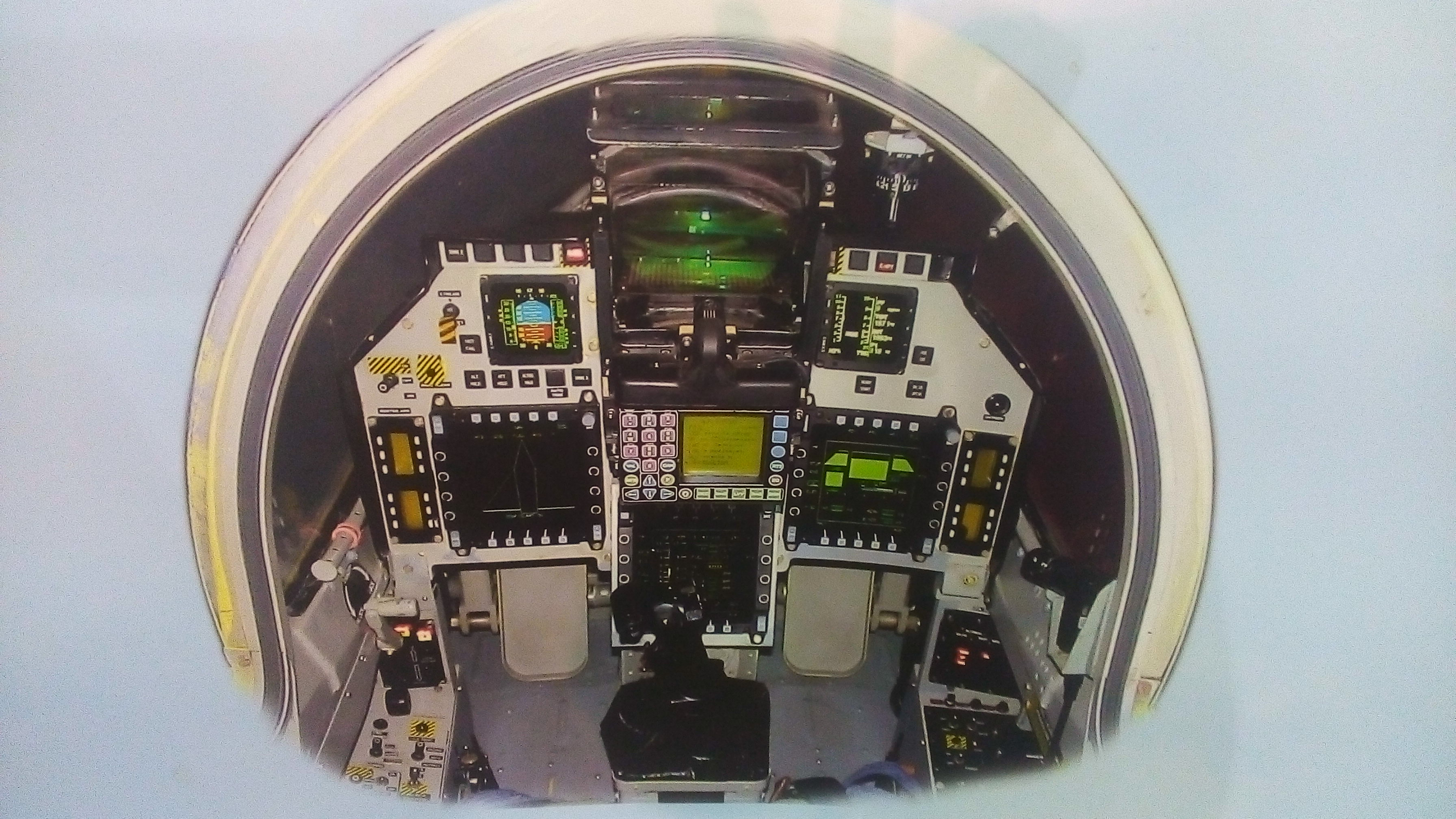
Cabina

El HAL Tejas (en sánscrito: तेजस्ⓘ: "Radiante") es un avión de combate polivalente ligero de cuarta generación desarrollado en la India por la empresa Hindustan Aeronautics Limited. Es una aeronave con diseño de ala en delta, empujada por un solo motor. Originalmente conocido como el Light Combat Aircraft (LCA) –una designación que todavía sigue siendo popular–, la aeronave fue oficialmente bautizada como "Tejas" por el primer ministro Atal Bihari Vajpayee el 4 de mayo de 2003.
La producción en serie del Tejas dio comienzo en el año 2007, logrando así alcanzar la capacidad de servicio inicial para su evaluación operacional con la Fuerza Aérea India en 2008, seguida de una entrada en servicio operacional completa en 2010.  Una variante de entrenamiento biplaza esta bajo desarrollo, así como una versión navalizada capaz de operar desde los portaaviones de la Armada India. Está previsto que la Fuerza Aérea India necesite de unos 200 aviones monoplaza y 20 aviones de entrenamiento biplaza, mientras que la Armada India puede pedir hasta 40 monoplazas para reemplazar sus Sea Harrier FRS.51 y Harrier T.60.
HAL planea una línea de producción adicional en Nashik para aumertar la capacidad 24 a 32.

## Componentes
Estados Unidos -  India --  Israel -  Reino Unido

### Estructura
| Sistema            | País                | Fabricante | Notas |
| ------------------ | ------------------- | ---------- | ----- |
| Radomo             | Bandera de la India | ADA        |       |
| Fuselaje           | Bandera de la India | ADA        |       |
| Alas y cola        | Bandera de la India | ADA        |       |
| Tren de aterrizaje | Bandera de la India | ADA        |       |

### Electrónica

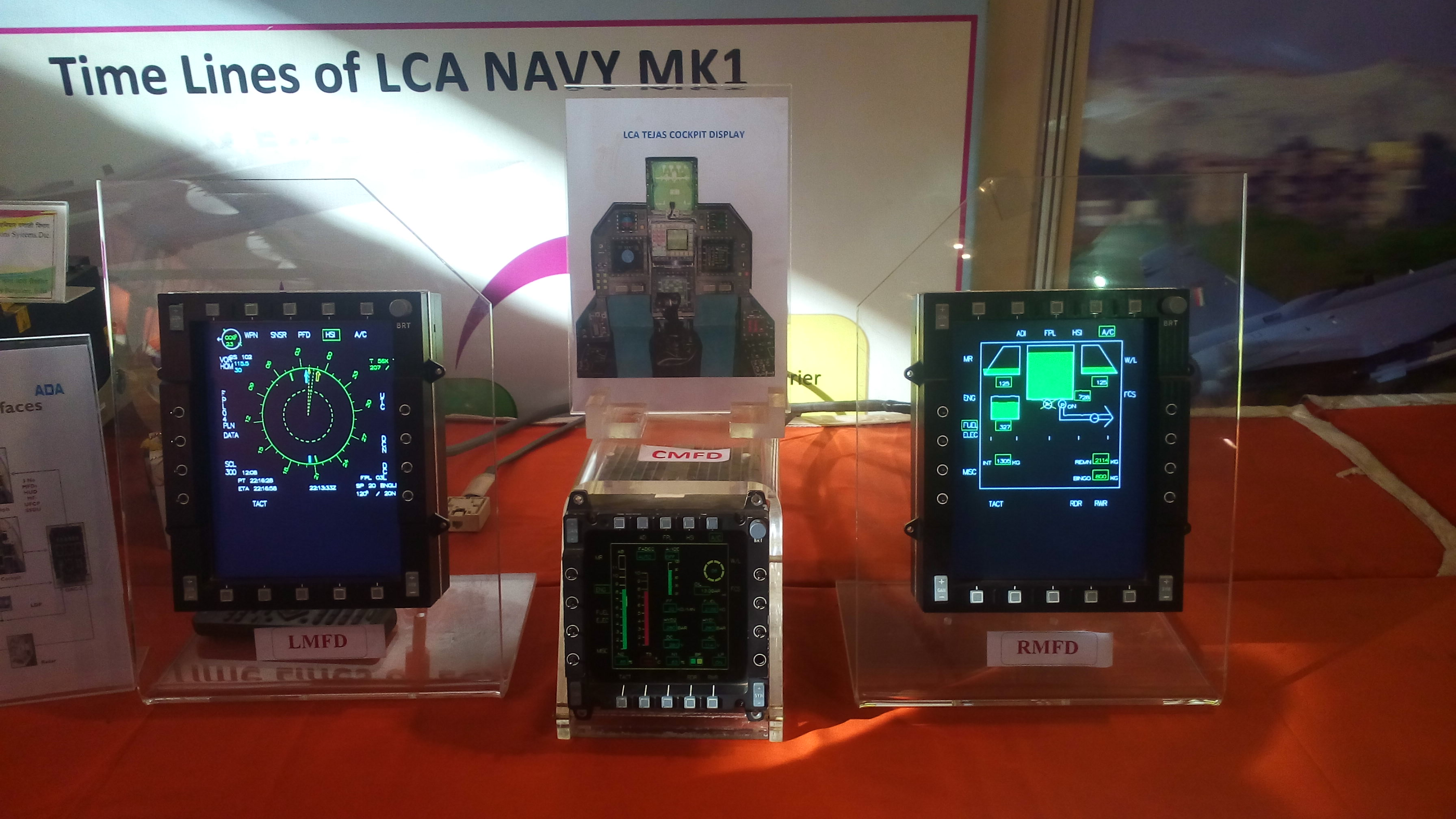
MFDs

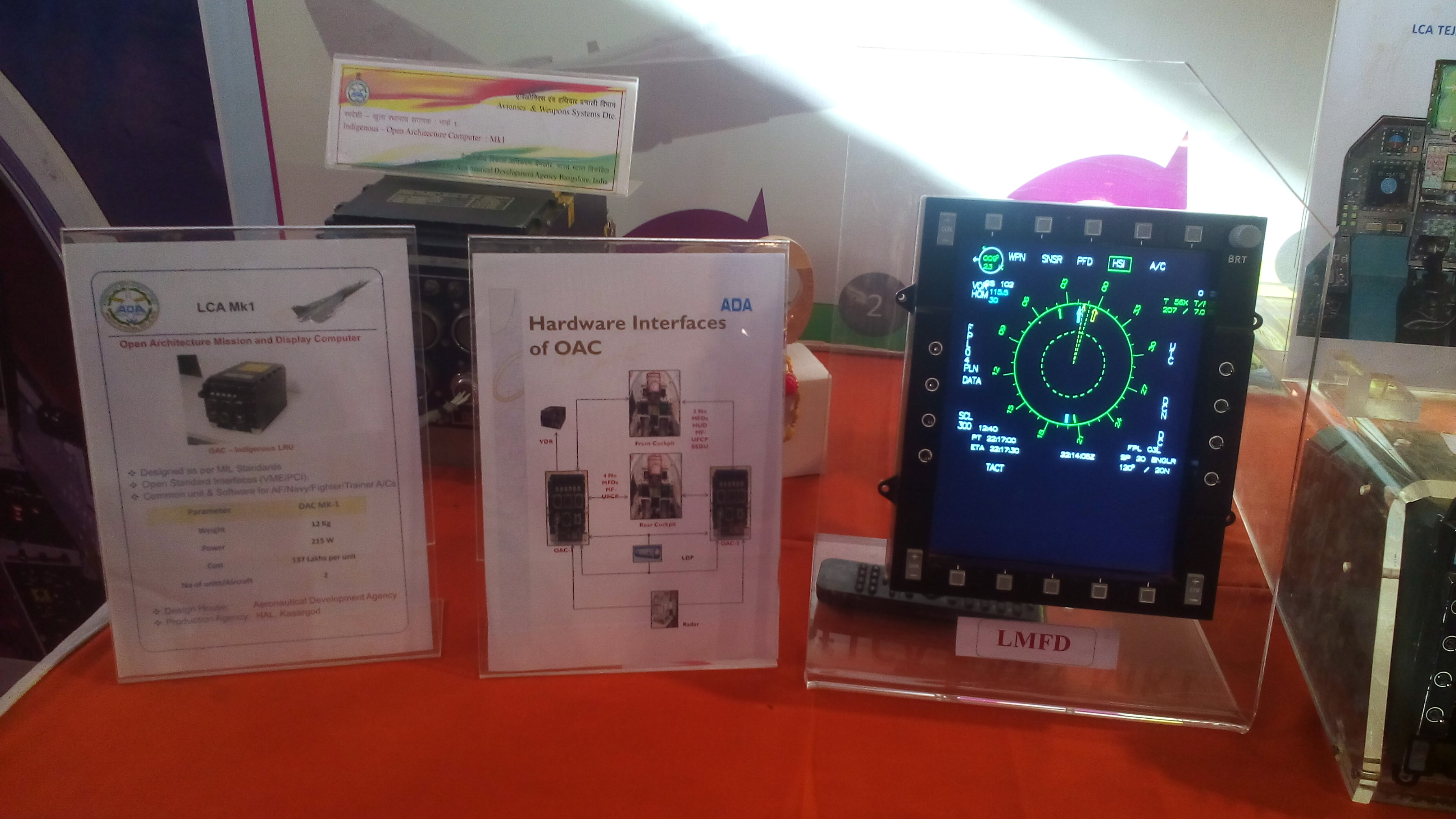
MFD izquierda y Open Architecture Computer detrás de los carteles

| Sistema                           | País                                                                      | Fabricante                      | Notas |
| --------------------------------- | ------------------------------------------------------------------------- | ------------------------------- | --- |
| Sistema de control de vuelo       | Bandera de Estados Unidos · Bandera de la India · Bandera del Reino Unido | Lockheed Martin ADA BAE Systems | Cuádruple FBW digital. Bucle completamente cerrado. |
| Radar                             | Bandera de la India · Bandera de Israel                                   | DRDO ELTA Systems               | La India intentó desarrollar un radar propio junto con Ericsson pero ante la imposibilidad de conseguirlo, decidió que ELTA Systems le adaptase un derivado de su modelo EL/M-2032 |
| Cabina de vuelo                   | Bandera de Estados Unidos · Bandera de la India · Bandera del Reino Unido | Lockheed Martin ADA BAE Systems | |
| Casco                             | Bandera de la India · Bandera de Israel                                   | DRDO Elbit Systems              | |
| Sistema de escape                 | Bandera del Reino Unido                                                   | Martin-Baker                    | Asiento eyectable modelo Mk.16 |
| Equipo ECM-ESM                    | Bandera de la India · Bandera de Israel                                   | DARE Elbit Systems              | |
| Sistema de adquisición de blancos | Bandera de Israel                                                         | Rafael Advanced Defense Systems | Modelo LITENING |

### Propulsión
| Sistema            | País                      | Fabricante       | Notas |
| ------------------ | ------------------------- | ---------------- | --- |
| Sonda de repostaje | Bandera del Reino Unido   | Cobham           | Empresa británica vendida a Advent International. |
| Turbina            | Bandera de Estados Unidos | General Electric | 1 × F414, inicialmente India intentó desarrollar sin éxito una turbina propia, la GTX-35VS. Ante su incapacidad para hacerlo el ADA contrató a la compañía francesa Snecma para desarrollarla junto a DRDO, pero el modelo derivado del Snecma M88 carecía de la potencia requerida, por lo que finalmente se ha optado porque el Tejas porte la turbina de General Electric. |

## Diseño
Es un avión de caza ligero, monomotor de ala en delta de material compuesto, diseñado con "la estabilidad estática relajada" para mejorar la maniobrabilidad, en los bordes alares que se conectan con la cabina de mando en una posición bien adelantada. Originalmente destinado a servir como un avión de superioridad aérea, para combates contra otros aviones de combate con una secundaria función de ataque ligero, la flexibilidad de este enfoque de diseño con alas amplias y resistentes, ha permitido una gran variedad de transporte de armas bajo las alas, para transportar las nuevas bombas de guiado láser y satélite GPS, tipo Aire-superficie y Aire-tierra, esta nueva capacidad de transporte de armas le permite integrarse a las capacidades de un avión de diseño polivalente, multipropósito y multimisión, puede atacar y defender.
El timón vertical de cola fabricado con nuevos materiales compuestos está diseñado para mantener la nave Tejas pequeña y ligera. El uso de esta nueva forma de diseño del ala, también reduce al mínimo las superficies de control necesarios, no tiene planos de cola ni planos delanteros, solo una única aleta dorsal vertical, esto permite el transporte de una gama más amplia de armas en pilones externos bajo las alas, y confiere mejores prestaciones de vuelo para combate contra otros aviones de combate, de alta velocidad y capacidad de maniobras de alta-alfa, características de rendimiento que son comparables al ala de diseño cruciforme, muy superior a un avión convencional de ala en delta.
Numerosas pruebas del túnel de viento en modelos a escala y complejos análisis de la dinámica de fluidos computacional han optimizado la configuración aerodinámica del nuevo diseño del Ala LCA, dándole mínima resistencia supersónica, una baja carga alar y altos índices de balanceo y cabeceo. Todas las armas se transportan en siete puntos de referencia, pilones de carga bajo la nave, con una capacidad total de más de 4.000 kg: tres estaciones de debajo de cada ala y uno en el eje central bajo el fuselaje de la nave.
También hay una estación de carga, que se instala por debajo del fuselaje de la tobera de admisión de aire al motor, que puede transportar una variedad de vainas (FLIR, IRST, telémetro láser / designador, o de reconocimiento), en la línea central del fuselaje de la nave y en los pilones de carga interiores de las alas, junto al motor, en forma similar al caza Dassault Rafale de Francia.
Tejas tiene integrados los tanques de combustible internos para llevar 3.000 kg de combustible en el fuselaje y alas, y una sonda de reabastecimiento en vuelo fija en el lado de estribor del fuselaje delantero, similar al caza Dassault Mirage 2000, para aumentar su alcance en combate con el repostaje de combustible en vuelo de un avión cisterna de combustible. Externamente, tiene instalados pilones de carga, para un máximo de tres o cinco tanques externos de combustible de 1200 - 800 litros (320 - 210 galones o de los Estados Unidos; 260 - o 180 galones-Imp), en las estaciones de carga de armas interiores de las alas y bajo el fuselaje central de la nave, para aumentar su alcance en combate, tiempo de vuelo en misiones de patrulla y merodeo.

## Materiales compuestos del Ala LCA
El nuevo diseño del ala LCA, está construido de aleaciones de aluminio-litio, los materiales compuestos de fibra de carbono (C-FC) y aceros de aleación de titanio. El Tejas emplea C-FC materiales de hasta un 45% de su fuselaje en el peso de la nave, incluso en el fuselaje (puertas y pieles), alas (la piel, los largueros y las costillas), alerones, estabilizador vertical de cola, timón de dirección, los frenos de aire y las puertas del tren de aterrizaje. Los materiales compuestos se utilizan para hacer un avión más ligero y fuerte al mismo tiempo, en comparación con un diseño totalmente metálico, y en el empleo de la nueva Ala LCA, el porcentaje de C-FC es uno de los más altos entre los aviones modernos de su clase. 
Este nuevo diseño, además de hacer el avión mucho más ligero, le permite tener más potencia, elevación y maniobrabilidad, con un menor número de articulaciones, uniones o remaches, lo que aumenta la confiabilidad de la aeronave y disminuye la susceptibilidad del diseño, a las grietas de fatiga estructural, aumentando su vida útil y la vida operativa de la nave, superando ampliamente a los aviones de combate con ala en flecha y a los aviones convencionales de ala en delta.
El estabilizador vertical de cola para acoplarse al Ala LCA, es una pieza monolítica con el interior fabricado como panal de nido de abeja, un enfoque que reduce su coste de fabricación en un 80% en comparación con el habitual "sustracción" o "deductivo" método, por el que el eje está tallada en un bloque de aleación de titanio, por un sistema informatizado numérico que controla la máquina talladora de la pieza. Ningún otro fabricante es conocido por haber hecho las aletas de una sola pieza para un avión de combate.
El uso de materiales compuestos en el Ala LCA, resultó en una reducción del 40% en el número total de piezas, en comparación al uso de un bastidor metálico convencional para un ala tradicional. Además, el número de elementos de sujeción, se ha reducido a la mitad en la estructura compuesta de las más de 10 000 que se habría requerido, en un diseño de bastidor metálico convencional. El nuevo diseño compuesto también ayudó a evitar cerca de 2.000 agujeros que son perforados en la estructura del avión, para instalar los remaches como en un avión de diseño convencional. 
En general, el peso de la aeronave se reduce en un 21%, cada uno de estos factores puede reducir los costos de producción, una ventaja adicional para su producción en serie, y un significativo ahorro de costes para el fabricante, se realiza en el menor tiempo requerido para ensamblar el avión, siete meses para el diseño del Ala LCA, en comparación con 11 meses con una célula de metal convencional.
El fuselaje de la variante naval del nuevo Tejas, será modificada con una caída de la nariz para proporcionar una mejor visión al piloto, durante la aproximación para el aterrizaje sobre el portaaviones (apostaje), las alas tendrá los controladores, de los principales vórtices de borde (LEVCON) junto a la cabina de mando del piloto, para aumentar la sustentación de la nave durante la aproximación y mejorar su capacidad de vuelo, a baja altitud y velocidad, con vuelos rasantes sobre el mar y en el momento del despegue en el portaaviones. 
Los LEVCONs son las nuevas superficies de control, que se extienden desde el borde de las raíces alares, que conducen a la cabina de mando y se extienden hasta el ala en delta, por lo tanto, permitir una mejor manipulación de baja velocidad y baja altitud de ala LCA, que de otro modo sería un poco obstaculizado, debido a la mayor resistencia mayor que los resultados del diseño un ala en delta convencional. Como beneficio adicional, los LEVCONs también aumentará la capacidad de control a altos ángulos de ataque (AOA), por tener otra posición al conectarse con el fuselaje, ángulo de ataque, que el resto del ala en delta.
Las Tejas navales también tendrán una columna reforzada en el tren de aterrizaje, una segunda rueda delantera, el tren de aterrizaje principal más fuerte y alto, y mayor potencia en los motores, para el despegue desde la cubierta del Portaaviones. La variante entrenador de Tejas tendrá "aerodinámica común" con el diseño de los aviones de dos asientos naval, con una cabina extendida para aumentar la visibilidad del piloto.

## Variantes

### Prototipos

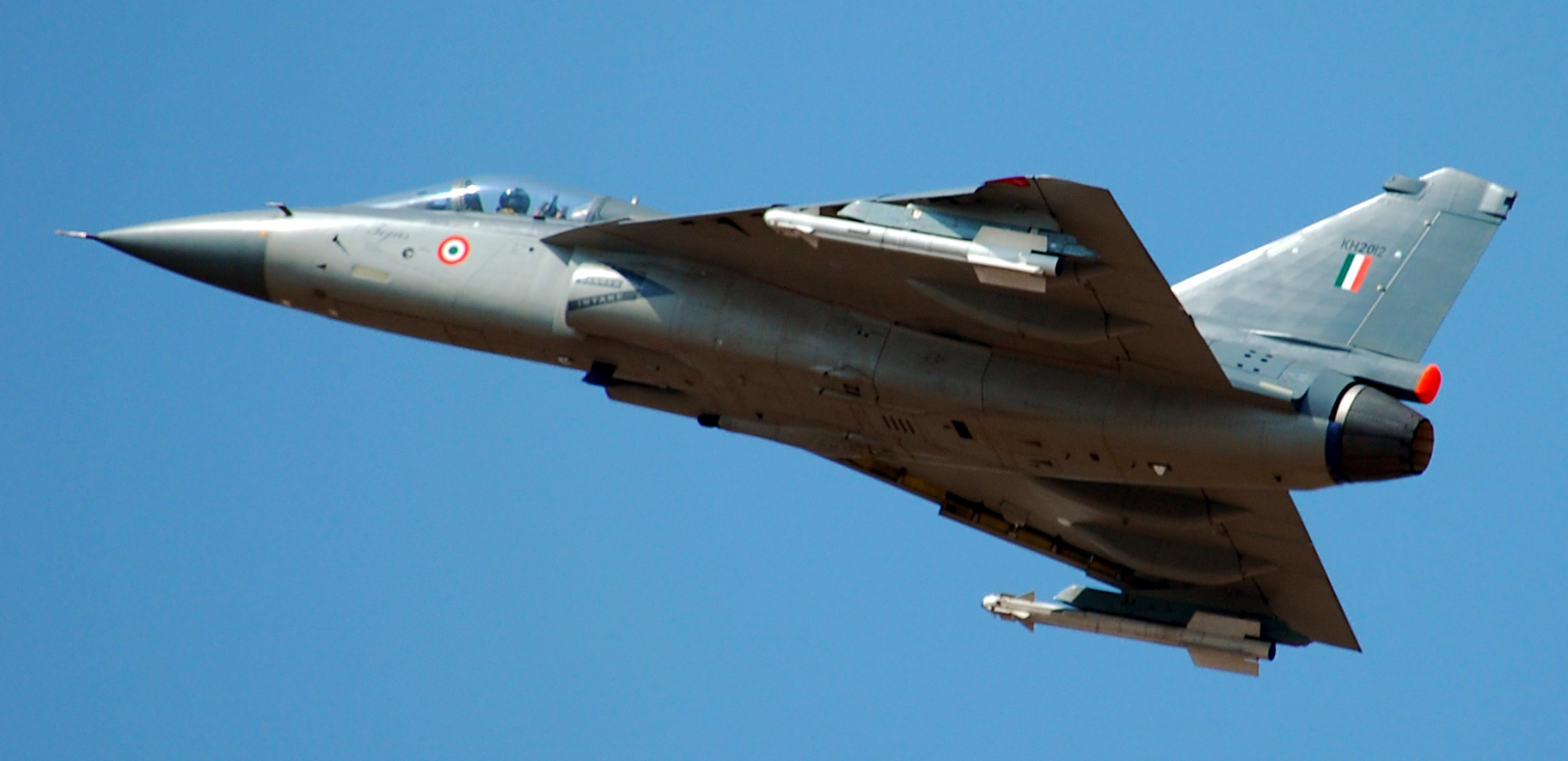
Tejas LSP-02 en la exhibición Aero India de 2009.

A continuación se muestra una lista de los ejemplares ya construidos y los proyectados. Se muestran la designación, el número de serie y la fecha del primer vuelo para cada uno de los aviones:
Demostradores de tecnologíaTD: Technology Demonstrators
- TD-1 (KH2001) - 4 de enero de 2001
- TD-2 (KH2002) - 6 de junio de 2002

PrototiposPV: Prototype Vehicles
- PV-1 (KH2003) - 25 de noviembre de 2003
- PV-2 (KH2004) - 1 de diciembre de 2005
- PV-3 (KH2005) - 1 de diciembre de 2006. Primera variante de producción.
- PV-4. Originalmente estaba planeado que fuese una versión naval, pero ahora es una segunda variante de producción.
- PV-5 (KH-T2009) - 26 de noviembre de 2009. Variante de entrenamiento biplaza.

Prototipos de la versión navalNP: Naval Prototypes
- NP-1 - Variante naval biplaza. Presentado en julio de 2010.[20] it will make its first flight by mid July 2011.[21]
- NP-2 - Variante naval monoplaza.

Producción en serie limitadaLSP: Limited Series Production
Fueron construidos 8 aviones LSP, que han realizado 1.746 vuelos de prueba hasta noviembre de 2011. Ya se encargó la producción en serie de 40 aviones más (SP - Series Production).
- LSP-1 (KH2011) - 25 de abril de 2007. Este ejemplar es propulsado por el motor F404-F2J3.[23]
- LSP-2 (KH2012) - 16 de junio de 2008. Este es el primer ejemplar que monta el motor GE-404-IN20.[23]
- LSP-3 - 23 de abril de 2010. El primer ejemplar en equipar el radar Hybrid MMR.[24][25]
- LSP-4 (KH2014) - 2 de junio de 2010. El primer ejemplar en volar en la configuración con la que será entregado a la Fuerza Aérea India.[26] Además del radar Hybrid MMR, esta avión voló con un sistema dispensador de contramedidas y un sistema electrónico de identificación amigo-enemigo.[27]
- LSP-5 (KH2015) - 19 de noviembre de 2010. Estándar con capacidad operacional inicial (IOC) con todos los sensores, incluyendo la iluminación nocturna de la cabina y el piloto automático.[28]
- LSP-6. Este ejemplar será usado para incrementar el ángulo de ataque.[29] También servirá para desarrollar mejor un revestimiento experimental para reducir la firma de radar del avión.[21]
- LSP-7 y LSP-8. Ejemplares entregados a la Fuerza Aérea India para realizar las pruebas. El primero en agosto de 2011 y el segundo en diciembre del mismo año.[21]
- SP-1 a SP-40. Está planeado que comiencen a estar operativos a finales de 2013. Los SP-1 y SP-2 serán entregados en marzo de 2012 al Escuadrón 45 (Flying Daggers) de la Fuerza Aérea India con base en Bangalore, Karnataka.[21]

### Variantes de producción previstas
- Tejas Trainer. Versión de entrenamiento biplaza para la Fuerza Aérea India.
- Tejas Navy. Versiones monoplaza y biplaza con capacidad para operar desde portaaviones para la Armada India. La versión naval del Tejas estará lista para iniciar las pruebas en los portaaviones en 2013. Está programado que esta versión sea desplegada en los portaaviones INS Vikramaditya y futuros clase Vikrant.[30] Estarán equipados para realizar despegues mediante rampa ski-jump y aterrizajes mediante detención. Dispondrá de estructura y tren de aterrizaje reforzados para soportar los aterrizajes en portaaviones y tendrá el frontal modificado para facilitar la visión del piloto.
- Tejas Mark 2.

## Operadores
India
- Fuerza Aérea India
- Armada India

## Especificaciones
Referencia datos: tejas.gov.in lca-tejas.org, DRDO Techfocus Aero India 2011,

### Características generales
- Tripulación: 1 (piloto)
- Longitud: 13,2 m
- Envergadura: 8,2 m
- Altura: 4,4 m
- Superficie alar: 38,4 m²
- Peso vacío: 6.560 kg
- Peso cargado: 9.500 kg
- Peso máximo al despegue: 13.200 kg
- Planta motriz: 1× turbofán General Electric F404-GE-IN20.
  - Empuje normal: 50 kN (5103 kgf; 11 250 lbf) de empuje.
  - Empuje con postquemador: 84,5 kN (8618 kgf; 19 000 lbf) de empuje.
- Capacidad de combustible:
  - Interna: 2.458 kg
  - Externa: 2 × tanques de 1.200 litros bajo las alas y 1 × tanque de 725 litros bajo el fuselaje

### Rendimiento
- Velocidad máxima operativa (Vno): 2138 km/h (1329 MPH; 1154 kt) (Mach 1,8) a 15.000 m de altitud
- Alcance: 850 km (459 nmi; 528 mi) sin repostar
- Alcance en ferry: 3000 m (9843 ft)
- Techo de vuelo: 16 000 m (52 493 ft)
- Carga alar: 221,4 kg/m²
- Empuje/peso: 1,07
- Límites de fuerzas soportadas: +9/−3,5 G

### Armamento
- Cañones: 1× Gryazev-Shipunov GSh-23 de doble cañón calibre 23 mm con 220 proyectiles.
- Puntos de anclaje: 8 en total (6× pilones subalares + 1× pilón central bajo el fuselaje + 1× soporte bajo la toma de aire izquierda para designadores de blancos con una capacidad de 4.000 kg, para cargar una combinación de:  
  - Bombas: 

    - Bombas guiadas por láser: KAB-1500L, GBU-16 Paveway II
    - Bombas convencionales: FAB-250, FAB-500T, OFAB-250-270, OFAB-100-120
    - Bombas de racimo: RBK-500
    - Bombas antibúnquer: BetAB-500Shp
    - Bombas incendiarias: ZAB-250/350
    - Bombas termobáricas: ODAB-500PM

  - Cohetes: 

    - Contendedores de cohetes S-8
    - Cohetes Bofors 135 mm

  - Misiles: 

    - Misiles aire-aire:
      - Corto alcance: Python 5 o Vympel R-73 (guiados por infrarrojos)
      - Medio alcance: RAFAEL Derby, Astra o Vympel R-77 (guiados por radar activo)

    - Misiles aire-superficie:
      - Misiles aire-tierra: Kh-59ME (guiado por TV) o Kh-59MK (guiado por láser)
      - Misiles antibuque: Kh-35 o Kh-31

  - Otros: 

    - Contenedor de designación de blancos LITENING
    - Tanques de combustible externos

### Aviónica
- Radar de impulsos Doppler LRDE / HAL Hyderabad MMR (Multi-Mode Radar)
- Pantalla de visualización frontal (HUD) CSIO
- Mira y pantalla montada en casco (HMDS) Elbit Systems

### Aeronaves similares
- Dassault Mirage 2000
- F-16 Fighting Falcon
- / JF-17 Thunder
- Mitsubishi F-2
- Saab 39 Gripen
- Chengdu J-10